# Michael Jordan
Michael Jeffrey Jordan, ameriški košarkar, * 17. februar 1963, Brooklyn, New York, ZDA.
Michael Jordan je nekdanji košarkar v ligi NBA, poslovnež in večinski lastnik NBA kluba Charlotte Bobcats. V njegovi biografiji na straneh lige NBA je zapisano, da na »splošno velja za najboljšega košarkarja vseh časov«. Jordan je bil eden najučinkoviteje trženih športnikov svoje generacije in ključni dejavnik pri popularizaciji lige NBA po svetu v osemdesetih in devetdesetih letih dvajsetega stoletja.
Po izstopajoči karieri na Univerzi Severne Karoline, kjer je kot član Tar Heelsov leta 1982 osvojil univerzitetno prvenstvo, se je Jordan pridružil Chicago Bullsom na naboru lige NBA 1984. Hitro je postal zvezda celotne lige, množice gledalcev je navduševal s svojim značilnim doseganjem košev. Njegova skočnost, ki je bila najbolje predstavljena z zabijanji iz črte prostih metov na tekmovanjih v zabijanju, mu je prinesla vzdevka Air Jordan in His Airness. Ob tem je postal prepoznan tudi kot eden najboljših obrambnih košarkarjev v ligi NBA. V finalu lige NBA 1991 je osvojil svoj prvi naslov prvaka NBA z Bullsi, serija naslovov prvaka pa se je nadaljevala tudi v letih 1992 in 1993. Čeprav se je Jordan ob koncu leta 1993 nepričakovano upokojil ter želel športno kariero nadaljevati v bejzbolu, se je leta 1995 vrnil k Bullsom in z njimi osvojil še nadaljnje tri zaporedne naslove prvaka lige NBA, v letih 1996, 1997 in 1998. V sezoni 1996 je s klubom v rednem delu sezone zmagal na rekordnih 72-tekmah v eni sezoni . Leta 1999 se je drugič upokojil, toda ponovno se je vrnil in med sezonama 2001 in 2003 igral za Washington Wizardse. 
Jordanovi individualni dosežki v ligi NBA vključujejo pet nagrad za najkoristnejšega košarkarja, deset izborov v idealno postavo, devet izborov v najboljšo obrambno postavo, štirinajst nastopov na Tekmi vseh zvezd, tri nagrade za najkoristnejšega košarkarja Tekme vseh zvezd, deset nagrad za najboljšega strelca, tri nagrade za košarkarja z največ ukradenimi žogami, šest nagrad za najkoristnejšega košarkarja končnice in leta 1988 nagrada za najboljšega obrambnega košarkarja. Drži rekorda v ligi NBA za najboljše povprečje doseženih točk v rednem delu sezone (30,12 na tekmo) in končnici (33,45 na tekmo). Leta 1999 ga je ESPN izbral za najboljšega ameriškega športnika dvajsetega stoletja, na podobnem izboru Associated Pressa pa je osvojil drugo mesto za Babom Ruthom. Leta 1999 je bil sprejet v Košarkarski hram slavnih. 
Jordan je znan tudi po izdelkih po njem poimenovane blagovne znamke. Leta 1985 je Nike predstavil športne copate Air Jordan, ki ostajajo popularne še danes. Jordan je tudi nastopil v delno animiranem filmu Space Jam, kjer je igral samega sebe. Je lastnik in vodja košarkarskega oddelka NBA kluba Charlotte Bobcats po tem, ko je zmagal v borbi za kontrolni delež nad klubom proti ustanovitelju Robertu L. Johnsonu.

## Zgodnje življenje
Jordan se je rodil v Brooklynu, New York, kot sin Deloris, ki je delala v bančništvu, in Jamesa R. Jordana starejšega, nadzornika opreme. Z družino se je preselil v Wilmington, Severna Karolina, ko je bil dojenček. Obiskoval je srednjo šolo Emsley A. Laney High School v Wilmingtonu, kjer se je ukvarjal tudi z igranjem bejzbola, ameriškega nogometa in košarke. Kot bruc se je potegoval za mesto v šolski košarkarski ekipi, vendar mu zaradi višine 180 cm ni uspelo. Izmed brucev je preboj v ekipo uspel le višjemu Harvestu Smithu.
Motiviran, da se dokaže, je Jordan postal zvezdnik mladinske ekipe, s povprečjem 40 točk na tekmo. V sledečem poletju je zrasel za 10 cm in zagnano treniral. Ko si je priboril mesto v prvi ekipi, je dosegal povprečje 20 točk na tekmo v zadnjih dveh letih šolanja. V svojem zadnjem letu v srednji šoli je bil izbran v McDonald's All-American Team po tem, ko je v sezoni povprečno dosegel trojni dvojček, 29,1 točke, 11,6 skoka in 10,1 podaje na tekmo.
Leta 1981 je Jordan pridobil košarkarsko štipendijo na Univerzi Severne Karoline, kjer je kot glavni predmet izbral kulturno geografijo. Kot bruc v univerzitetni ekipi pod vodstvom Deana Smitha je bil imenovan za novinca leta v atlantski konferenci s povprečjem 13,4 točke na tekmo in 53,4 % doseženih košev. Leta 1982 je na finalni tekmi univerzitetne lige NCAA dosegel odločilni koš proti ekipi Georgetown Hoyas, ki jo je vodil Patrick Ewing, kasnejši tekmec v ligi NBA. Jordan je ta koš kasneje opisal kot veliko prelomnico v svoji košarkarski karieri. V treh sezonah pri ekipi Severne Karoline je dosegel 17,7 točke na tekmo s 54,0 % doseženih košev in 5,0 skoka na tekmo. Soglasno je bil izbran v idealno prvo postavo lige, v letih 1983 in 1984. Po osvojitvi nagrad za najboljšega (Naismith College Player of the Year) in najbolj izstopajočega (John R. Wooden Award) košarkarja lige, je Jordan eno leto pred zaključkom študija zapustil univerzo in se prijavil na nabor lige NBA 1984. Chicago Bullsi so ga izbrali v tretjem krogu, po Hakeemu Olajuwonu (Houston Rockets) in Samu Bowieju (Portland Trail Blazers). Jordan se je leta 1986 vrnil na univerzo in diplomiral.

## Profesionalna kariera
V svoji prvi sezoni 1984/85 v ligi NBA je Jordan dosegel povprečje 28,2 točke na tekmo z 51,5% doseženih košev. Hitro je postal ljubljenec občinstva tudi v ostalih dvoranah, in je bil predstavljen na naslovnici znamenite revije Sports Illustrated z napisom »Zvezda je rojena« le mesec dni po začetku svoje profesionalne kariere. Jordan je bil v svoji prvi sezoni na podlagi glasov navijačev tudi izbran v začetno postavo Tekme vseh zvezd. Pred tekmo se je izkazalo, da so  nekateri veterani lige, ki jih je vodil Isiah Thomas, nezadovoljni nad pozornostjo, ki jo je bil deležen Jordan. To je vodilo v dogovor, da mu soigralci med tekmo niso podajali žoge. Jordana vse skupaj ni pretirano prizadelo, saj je uspešno nadaljeval sezono in bil izbran za najboljšega novinca sezone. Bullsi so redni del sezone končali z 38-imi zmagami in 44-imi porazi, v končnici pa so v prvem krogu izgubili proti Milwaukee Bucksom v štirih tekmah.
Drugo sezono, 1985/86, je skrajšal zlom stopala, zaradi katerega je Jordan izpustil 64 tekem. Kljub temu ter 30-im zmagam in 52-im porazom, so se Bullsi uvrstili v končnico. Jordan, ki je do začetka končnice pozdravil poškodbo, je v tekmah končnice zablestel. Proti Boston Celticsom, ki veljajo za enega najboljših klubov v zgodovini lige NBA, je v drugi tekmi dosegel rekordnih 63 točk. Kljub temu pa so Celticsi napredovali brez poraza.
Jordan je bil za začetek sezone 1986/87 popolnoma pripravljen, dosegel pa je enega najboljših strelskih izkupičkov v zgodovini lige NBA. Postal je prvi košarkar ob Wiltu Chamberlainu, ki je dosegel 3.000 točk v sezoni, z najboljšim povprečjem 37,1 točke na tekmo v ligi in 48,2 doseženih košev. Ob tem pa se je izkazal tudi v obrambnih nalogah, saj je postal prvi košarkar v zgodovini lige NBA, ki je dosegel 200 ukradenih žog in 100 blokad v sezoni. Kljub temu pa je bil za najkoristnejšega košarkarja liga izbran Magic Johnson. Bullsi so osvojili 40 zmag in se tretjič zapored uvrstili v končnico, kjer pa so jih ponovno brez poraza izločili Celticsi.

### Rivalstvo s Pistonsi
Jordan je bil tudi v sezoni 1987/88 najboljši strelec lige s povprečjem 35,0 točke na tekmo in 53,5 % doseženih košev, kar mu je prineslo njegovo prvo nagrado za najkoristnejšega košarkarja lige. Ob tem je bil izbran tudi na najboljšega obrambnega košarkarja lige z 1,6 blokade in 3,16 ukradenih žog na tekmo, slednje je bil najboljši dosežek v ligi. Bullsi so sezono končali s 50-imi zmagami in 32-imi porazi ter prvič v Jordanovi karieri zmagali v prvem krogu končnice, kjer so v petih tekmah izločili Cleveland Cavalierse. Toda v drugem krogu so naleteli na izkušene Detroit Pistonse, ki so pod vodstvom Isiaha Thomasa in skupine igralcev, znane kot Bad Boys, zmagali v petih tekmah.
Tudi v sezoni 1988/89 je bil Jordan najboljši strelec lige s povprečjem 32,5 točke na tekmo in 53,9% doseženih košev, ob tem pa je dosegel še po osem skokov in podaj na tekmo. Bullsi so sezono zaključili s 47-imi zmagami in 35-imi porazi ter se z zmago nad Cleveland Cavaliersi in New York Knicksi uvrstili v konferenčni finale. V seriji proti Cavaliersov je Jordan dosegel enega vrhuncev kariere z dosego odločilnega koša v zadnjih sekundah pete tekme serije prek Craiga Ehla. Toda ponovno so Pistonsi izločili Bullse v šestih tekmah, s posebno strategijo branjenja proti Jordanu, ki sta ga ob prejetju žoge pokrila dva ali celo trije košarkarji.
Bullsi so v sezoni 1989/90 vstopili kot ekipa v vzponu, z zvezdnikom Jordanom, mladimi košarkarskimi upi, kot sta bila Scottie Pippen in Horace Grant, ter novim trenerjem Philom Jacksonom. Jordan je bil s povprečjem 33,6 točke na tekmo in 52,6 % doseženih košev vodilni strelec lige, ob tem pa je dosegel še 6,9 skoka in 6,3 podaje na tekmo, s čimer je Bullse popeljal do 55-ih zmag ob 27-ih porazih v rednem delu sezone. Na poti do finala vzhodne konference so izločili Buckse in Philadelphia 76erse, nato pa so jih še tretjič zapored izločili Pistonsi, tokrat v sedmih tekmah.

### Prvi trojček
V sezoni 1990/91 je Jordan drugič osvojil nagrado za najkoristnejšega košarkarja lige, s statistiko 31,5 točke na tekmo in 53,9 % doseženih košev ter 6,0 skoka in 5,5 podaje na tekmo. Bullsi so prvič po šestnajstih letih osvojili prvo mesto v svoji diviziji in postavili rekord franšize z 61-imi zmagami v rednem delu sezone. S pomočjo Scottieja Pippena, ki se je razvijal v novo zvezdo lige NBA, so Bullsi dvignili svoj nivo igre. Izločili so New York Knickse in Philadelphia 76erse ter se v finalu vzhodne konference ponovno pomerili s Pistonsi. V nasprotju s predhodnimi tremi sezonami, so jih tokrat presenetljivo izločili brez izgubljene tekme. V neobičajnem zaključku odločilne tekme serije je Isiah Thomas povedel svojo ekipo z igrišča približno minuto pred koncem tekme. Večina košarkarjev Pistonsov je odšla neposredno v slačilnico, brez običajnega rokovanja z nasprotniki po koncu tekme.
Bullsi so v končnici dosegli petnajst zmag in le dva poraza ter se prvič v zgodovini franšize uvrstili v finale, kjer so v petih tekmah premagali Los Angeles Lakerse. Eden najbolj znanih trenutkov finalne serije se je zgodil na drugi tekmi, ko se je Jordan izognil morebitni blokadi Sama Perkinsa tako, da je med letom po zraku prestavil žogo z desne v levo roko in zadel. V svoji prvi finalni seriji je Jordan dosegel 31,2 točke na tekmo in 56,0 % doseženih košev ter 11,4 podaje, 6,6 skoka, 2,8 ukradene žoge in 1,4 blokade na tekmo. Za svoje uspehe je osvojil svojo prvo nagrado za najkoristnejšega igralca finala lige NBA.
Bullsi so na krilih Jordana nadaljevali s prevlado tudi v sezoni 1991/92, ko so v rednem delu dosegli 65 zmag in le 15 porazov, s čimer so še izboljšali rekord franšize iz prejšnjega leta. Jordan je osvojil svojo drugo zaporedno nagrado za najkoristnejšega košarkarja lige, s statistiko 30,1 točke na tekmo in 52,0 ter 6,4 skoka in 6,1 podaje na tekmo. Po zmagi v naporni seriji proti New York Knicksom v drugem krogu končnice v sedmih tekmah in izločitvi Cleveland Cavaliersov v konferenčnem finalu v šestih tekmah, so se v finalu pomerili s Portland Trail Blazersi in njihovim zvezdnikom Clydom Drexlerjem. Mediji, ki so poskušali ustvariti podobno rivalstvo, kot je bilo med Magicom Johnsonom in Larryjem Birdom, so pred finalno serijo iskali podobnosti med Jordanom in Drexlerjem. V prvi tekmi finala je Jordan dosegel rekordnih 35 točk v prvem polčasu, tudi rekordnih šest trojk. Po doseženi šesti trojki je zapustil igrišče ob odkimavanju. Marv Albert, ki je prenašal tekmo, je kasneje povedal, da je izgledalo, kot bi si Jordan ob tem mislil: »Ne morem verjeti, kaj vse mi uspeva.« Bullsi so na prvi tekmi zmagali in dobili serijo v šestih tekmah. Jordan je bil drugič zapored imenovan za najkoristnejšega igralca finala in končal serijo s 35,8 točke, 4,8 skoka in 6,5 podaje na tekmo ter 53 % zadetih košev.
V sezoni 1992/93 se je, kljub povprečju 32,6 košev, 6,7 skokov in 5,5 podaj na tekmo, Jordanova serija zaporednih nagrad za najkoristnejšega košarkarja lige končala, saj je nagrado osvojil njegov prijatelj Charles Barkley. Jordan in Bullsi so se v finalu srečali prav z Barkleyjem in Phoenix Sunsom. Bullsi so osvojili še svoj tretji zaporedni naslov prvaka z zmagovitim košem Johna Paxsona in blokado Horaca Granta v zadnji sekundi tekme, toda Jordan je bil ponovno najboljši košarkar svojega kluba. Dosegel je povprečno 41,0 točke na tekmo v finalni seriji šestih tekem in postal prvi košarkar v ligi NBA s tremi zaporednimi nagradami za najkoristnejšega igralca finala. V vsaki tekmi je presegel 30 točk, v štirih zapored pa celo 40 točk. S tretjo zmago v finalu je Jordan v le sedmih letih v ligi NBA sedemkrat osvojil nagrado za najboljšega strelca lige in tri naslove, toda pojavljali so se znaki, da je postajal naveličan zvezdniškega življenja in neuspehov v zasebnem življenju.

### Igre na srečo
Med končnico leta 1993 je izbruhnil škandal, ko je bil Jordan pred tekmo z New York Knicksi v Atlantic Cityju opažen pri igranju na srečo. Istega leta je priznal, da je pri igrah na srečo izgubil 57.000 $, avtor Richard Esquinas pa je napisal knjigo, v kateri trdi, da je pri igranju golfa proti Jordanu zaslužil 1,25 milijona $. Leta 2005 je Jordan govoril z Edom Bradleyjem v poročilih 60 Minutes mreže CBS o igrah na srečo in priznal, da je naredil nekaj nepremišljenih odločitev z besedami: »Da, pristal sem v položajih, ko se nisem odločil oditi in sem pretiraval. Je to motnja? Odvisno od perspektive. Če si pripravljen ogroziti svoje preživetje in družino, potem je.« Na vprašanje Bradleya, če je pri igrah na srečo kdaj prišel do položaja, ko ogroža svoje preživetje ali družino, je Jordan odgovoril: »Ne.«

### Prva upokojitev in bejzbol
6. oktobra 1993 je Jordan oznanil svojo upokojitev zaradi izgube želje po igranju. Kasneje je dodal, da je k odločitvi botroval tudi umor njegovega očeta sredi leta. Jamesa R. Jordana starejšega sta 23. julija 1993 umorila dva najstnika, Daniel Green in Larry Martin Demery, v avtocestni okrepčevalnici v Lumbertonu, Severna Karolina. Izsledili so ju s pomočjo klicev na mobilni telefon Jamesa Jordana, nato sta bila zajeta in obsojena na dosmrtno ječo. Jordan in njegov oče sta si bila blizu. Leta 1996 je v Chichagu ustanovil Boys & Girls Clubs of America in ga posvetil očetu.
Leta 1998 je v svoji avtobiografiji For the Love of the Game Jordan zapisal, da je bil razmišljal o upokojitvi že poleti leta 1992. Dodatna izčrpanost po nastopu v Dream Teamu na Olimpijskih igrah 1992 je še utrdila njegove občutke o igri in vse večji zvezdniški status. Jordanova napoved je presunila ligo NBA in se pojavila na naslovnicah časopisov po vsem svetu.
Jordan je nadalje presenetil športni svet s podpisom pogodbe z MLB klubom Chicago White Sox. Udeležil se je spomladanskih treningov in bil uvrščen v ekipo 31. marca 1994. Pojasnil je, da je s to odločitvijo sledil sanjam pokojnega očeta, ki si ga je vedno predstavljal kot igralca bejzbola v ligi MLB. White Soxi so imeli istega lastnika kot Bullsi, Jerryja Reinsdorfa, ki se je držal košarkarske pogodbe tudi v letih, ko je Jordan igral bejzbol. Leta 1994 je Jordan igral za Birmingham Barons, podružnično ekipo White Soxov, s statistiko 20,2 % odboja, tremi home runi, 51-imi runs batted in, 30-imi ukradenimi bazami in 11-imi napakami. Nastopil je tudi za Scottsdale Scorpionse v Arizona Fall League, kjer je bil s 25,2 % odboja med najboljšimi v ligi. 1. novembra 1994 so Bullsi upokojili njegov dres s številko 23 v slovesnosti, med katero so tudi odkrili njegov kip, znan kot The Spirit, pred dvorano United Center.

### Vrnitev v ligo NBA
V sezoni 1993/94 so Bullsi brez Jordana dosegli 55 zmag in 27 porazov v rednem delu sezone, v drugem delu končnice pa so jih izločili New York Knicksi. V sezoni 1994/95 je šlo Bullsom še slabše, saj so se morali v srednjem delu sezone boriti za nastop v končnici. Vrnitev Jordana je dvignila ekipo.
18. marca 1995 je Jordan napovedal vrnitev v ligo NBA s kratkim sporočilom za javnost: »Vrnil sem se.« Naslednjega dne je moral nositi dres s številko 45, ki ga je bil nosil že pri Baronsih, saj je bila njegova številka 23 upokojena. Na svoji prvi tekmi po vrnitvi proti Indiana Pacersom je dosegel 19 točk. Tekma je bila najbolj gledana tekma lige NBA od leta 1975.
Kljub premoru leta in pol, je Jordan po vrnitvi igral dobro, v svoji četrti tekmi sezone proti Atlanta Hawksom je dosegel odločilni koš iz skoka. V naslednji tekmi proti Knicksom v dvorani Madison Square Garden je 28. marca 1995 dosegel 55 točk. Ohrabreni zaradi Jordanove vrnitve so se Bullsi s serijo trinajstih zmag in štirih porazov uvrstili v končnico, kjer so napredovali do polfinala vzhodne konference proti Orlando Magicom. Ob koncu prve tekme je Nick Anderson ukradel Jordanu žogo in zadel odločilni koš, po tekmi pa povedal: »Jordan ni izgledal kot stari Michael Jordan.« Po tem je Jordan dobil dres s svojo številko 23, v seriji je dosegel povprečno 31 točk na tekmo, vseeno pa je Orlando zmagal v šestih tekmah.

### Drugi trojček
Dodatno motiviran po porazu v končnici, se je Jordan posebej skrbno posvetil treningu za sezono 1995/96. Okrepljeni s specialistom za skoke Dennisom Rodmanom, so Bullsi prevladovali v ligi, ki so jo pričeli z 41-imi zmagami in le tremi porazi, sezono pa so končani z rekordnimi 72-imi zmagami in le desetimi porazi Jordan je bil prvi strelec lige s povprečjem 30,4 točke na tekmo, in osvojil nagrado za najkoristnejšega košarkarja rednega dela lige. V končnici so v štirih serijah Bullsi izgubili le tri tekme, v finalu pa so premagali Seattle SuperSonicse. Jordan je bil rekordno četrtič izbran za najkoristnejšega košarkarja finalne serije, s čimer je izboljšal rekord Magica Johnsona. Dosegel je tudi šele drugi šopek vseh treh nagrad za najkoristnejšega košarkarja rednega dela, končnice in finalne serije, kar je pred tem uspelo le Willisu Reedu v sezoni 1969/70. Ker je bil to za Jordana prvi naslov po očetovem umoru in ker je bil dosežen prav na očetovski dan, je Jordan nanj reagiral še posebej čustveno.
V sezoni 1996/97 so Bulls dosegli 69 zmag in 11 porazov, toda v zadnjih dveh tekmah so izgubili in niso dosegli še druge zaporedne sezone z vsaj 70-imi zmagami. Tudi v boju za najkoristnejšega košarkarja leta je Jordana premagal Karl Malone. Bullsi so se ponovno uvrstili v finale, kjer so se srečali prav z Malonom in Utah Jazzi. V tej finalni seriji sta se pripetila dva najznamenitejša dogodka v Jordanovi karieri. Prvo tekmo serije je odločil s košem iz skoka tik pred sireno, v peti tekmi pa je ob stanju v zmagah 2:2 Jordan igral kljub vročini in dehidraciji zaradi virusnega gastroenteritisa. V tekmi, ki so jo mediji poimenovali Flu Game, je Jordan dosegel 38 točk, tudi odločilno trojko 25 sekund pred koncem. Bullsi so z 90:88 v šesti tekmi serije osvojili naslov. Še petič v petih finalih je Jordan osvojil nagrado za najkoristnejšega košarkarja finalne serije. Leta 1997 je na Tekmi vseh zvezd dosegel prvi trojni dvojček v zgodovini, kljub temu pa ni bil izbran za najkoristnejšega košarkarja tekme.
Jordan in Bullsi so v sezoni 1997/98 dosegli 62 zmag in 20 porazov v rednem delu sezone. Jordan je bil prvi strelec lige s povprečjem 28,7 točke na tekmo, s čimer je osvojil nagrade za najkoristnejšega košarkarja lige, idealno postavo lige, najboljšo obrambno postavo lige in najkoristnejšega košarkarja Tekme vseh zvezd. Bullsi so tretjič zapored osvojili vzhodno konferenco, tudi v težki seriji sedmih tekem proti Indiana Pacersom z Reggiejem Millerjem. To je bila za Jordana prva serija po letu 1992, ki je bila odločena po sedmi tekmi. Po napredovanju so se Bullsi ponovno pomerili z Jazzi.
Bullsi so se 14. junija 1998 ob vodstvu s 3:2 v seriji vrnili v Utah na šesto tekmo. Na njej je Jordan izpeljal serijo potez, ki velja za najboljšo v zgodovini finalnih serij lige NBA. Ob zaostanku s 83:86 41,9 sekunde pred koncem je Phil Jackson zahteval minuto odmora. Ob nadaljevanju igre je Jordan dobil podajo pod svojim košem, potegnil na drugo stran in dosegel koš s polaganjem prek več obrambnih košarkarjev Jazzov. V naslednjem napadu so Jazzi podali Karlu Malonu, ki ga je oviral Rodman. Ob tem je Jordan ukradel žogo Malonu in jo počasi prenesel v napad, kjer ga je pokrival Bryon Russell. Deset sekund do konca tekme je Jordan začel preigravati v desno, nato v levo, ko je morda rahlo odrinil Russella, in zadel svoj značilni koš iz polrazdalje. John Stockton je na drugi strani zgrešil trojko v zadnjih sekundah tekme in Jordan je z Bullsi osvojil še šesti naslov prvaka, drugič tretji zaporedni. Ponovno je bil Jordan izbran za najkoristnejšega košarkarja finalne serije, s povprečno 33,5 točke na tekmo, v odločilno tekmi celo 45 točkami. Jordanovih šest nagrad za najkoristnejšega košarkarja finalne serije je rekord, drugo mesto si delijo Shaquille O'Neal, Magic Johnson in Tim Duncan s po tremi. Finalna serija 1998 je bila najbolj gledana v zgodovini, šesta tekma pa je najbolj gledana NBA tekma v zgodovini.

### Druga upokojitev
Z iztekom pogodbe s Philom Jacksonom, željnima odhodoma Scottieja Pippena in Dennisa Rodmana ter pričakovano stavko košarkarjev v ligi NBA, je Jordan drugič napovedal svojo upokojitev 13. januarja 1999. 19. januarja 2000 se je Jordan vrnil v ligo NBA v vlogi delnega lastnika in vodje košarkarskega oddelka Washington Wizardsov. Jordanove naloge so bile obsežne. Nadzoroval je vse aspekte košarkarskega oddelka Wizardsov, imel pa je tudi zadnjo besedo pri kadrovanju. Odzivi na njegovo novo vlogo so bili mešani. Ekipo je uspel rešiti nekaterih najdražjih košarkarjev, tudi pri navijačih nepriljubljenih Juwana Howarda in Roda Stricklanda, toda prvi izbor na naboru lige NBA 2001 je porabil za srednješolca Kwameja Browna, ki ni upravičil pričakovanj in je bil po štirih sezonah prodan.
Kljub zagotovilom januarja 1999, da 99,9 % ne bo nikoli več odigral NBA tekme, je poleti 2001 Jordan izkazal željo za ponovno vrnitev, tokrat k drugem klubu. Ohrabren z uspešno vrnitvijo prijatelja Maria Lemieuxa v ligo NHL preteklo zimo, je Jordan večji del poletja 2001 preživel ob treningu, priredil je tudi več kampov za povabljene NBA igralce v Chicagu. Ob tem pa je najel tudi nekdanjega trenerja Bullsov, Douga Collinsa, kot trenerja Washingtonov za prihajajočo sezono, kar so mnogi videli kot napoved njegove vrnitve.

### Washington Wizards
25. septembra 2001 je Jordan najavil svojo vrnitev v ligo NBA z Wizardsi, svojo plačo pa je namenil žrtvam terorističnih napadov 11. septembra 2001. V sezoni 2001/02, ko so ga pestile številne poškodbe, je bil najboljši v svoji ekipi s povprečjem 22,9 točke, 5,1 podaje in 1,42 ukradene žoge na tekmo. Toda po šestdesetih tekmah je bilo sezone zanj konec po poškodbi desnega kolena, kar je najmanj tekem v njegovi 17-letni karieri v ligi NBA.
Z nastopom na svoji štirinajsti in zadnji Tekmi vseh zvezd lige NBA leta 2003 je presegel rekord Kareema Abdula-Jabbara kot najboljšega strelca Tekme vseh zvezd. V sezoni 2002/03 je Jordan kot edini košarkar Washingtona odigral vseh 82 tekem rednega dela sezone, od tega jih je začel 67 v prvi postavi. Dosegel je 20,0 točke, 6,1 skoka, 3,8 podaje in 1,5 ukradene žoge na tekmo. Imel je 45 % met iz igre in 82 % pri prostih metih. Kljub starosti štiridesetih let je na 42-ih tekmah dosegel vsaj po 20 točk, na devetih vsaj po 30, na treh pa po 40 ali več. 21. februarja 2003 je postal prvi 40-letni košarkar, ki je dosegel 43 točk na tekmi lige NBA. V času njegovega igranja za Wizards so bile vse domače tekme kluba v dvorani MCI Center razprodane, Wizardsi pa so bili klub z drugim največjim številom gledalcev, s povprečjem 20.172 gledalcev na domačih tekmah in 19.311 na gostovanjih. Vseeno pa se v nobeni izmed sezon klubu ni uspelo uvrstiti v končnico, sam Jordan pa je bil pogosto nezadovoljen z igro soigralcev. V več primerih je odprto kritiziral svoje soigralce v medijih, predvsem njihovo zbranost in zagnanost, še posebej svoj izbor na naboru, Kwama Browna.
S spoznanjem, da je 2002/03 Jordanova zadnja sezona, je bil deležen številnih poklonov v ligi NBA. V svoji zadnji tekmi v nekdanji domači dvorani, United Center v Chicagu, je bil deležen štiriminutnih stoječih ovacij. 11. aprila 2003 so v klubu Miami Heat upokojili njegov dres s številko 23, čeprav Jordan ni bil nikoli igral pri njih. Na Tekmi vseh zvezd 2003 sta mu Tracy McGrady in Allen Iverson ponudila mesto v začetni postavi, toda oba je zavrnil; na koncu pa je sprejel ponudbo Vinca Carterja, ki se je za to odločil zaradi velikega pritiska gledalcev.
Jordana zadnja tekma v ligi NBA je potekala 16. aprila 2003 v Philadelphii. Po doseženih trinajstih točkah je šel Jordan na klop dobre štiri minute pred koncem tretje četrtine, ko so Philadelphia 76ersi vodili s 76:75. Kmalu po začetku zadnje četrtine so gledalci začeli skandirati »Želimo Mika!«. Trener Doug Collins se je dve minuti in pol pred koncem tekme odločil poslati Jordana namesto Larryja Hughesa. Približno minuto za tem ga je trener zamenjal, Jordan pa je bil ob tem deležen triminutnih ovacij s strani soigralcev, nasprotne ekipe, sodnikov in 21.257-ih gledalcev v dvorani.

## Olimpijska kariera
Jordan je kot član ameriške reprezentance osvojil dve zlati olimpijski medalji. Še kot član univerzitetnega kluba je nastopil na Olimpijskih igrah 1984 v Los Angelesu, kjer je bil s povprečjem 17,1 točke na temo prvi strelec turnirja.
Na Olimpijskih igrah 1992 je bil član ekipe zvezdnikov poimenovane Dream Team, za katero so igrali tudi Magic Johnson, Larry Bird in David Robinson. Zaradi premoči na tekmeci, je pogosto odigral manj časa kot običajno, s povprečjem 12,7 točke na tekmo pa je bil četrti strelec svoje reprezentance. Jordan, Patrick Ewing in Chris Mullin so edini ameriški košarkarji, ki so osvojili zlato olimpijsko medaljo kot amaterji (vsi leta 1984) in profesionalci. Jordan in Scottie Pippen sta edina košarkarja, ki sta v istem letu osvojila naslov prvaka lige NBA in olimpijsko zlato medaljo (1992).

## Po dokončni upokojitvi
Po svoji tretji in dokončni upokojitvi se je Jordan nameraval vrniti na položaj pri Wizardsih. Toda njegova prehodna dejanja kot vodja kluba so prinesla mešane rezultate, vključno z menjavo Richarda Hamiltona za Jerryja Stackhousa, čeprav takrat uradno ni bil več na položaju. 7. maja 2003 je lastnik Wizardsov Abe Pollin odpustil Jordana kot predsednika košarkarskega oddelka kluba. Jordan je kasneje povedal, da se je počutil izdanega ter da če bi vedel, da bo odpuščen po upokojitvi, ne bi nikoli zaigral za Wizardse.
Jordan je v naslednjih letih ostajal v formi, igral golf na dobrodelnih turnirjih zvezdnikov, preživljal čas z družino v Chicagu in promoviral linijo oblačil znamke Jordan Brand. Od leta 2004 je Jordan lastnik moštva Michael Jordan Motorsports, ki z dvema Suzukijema nastopa na dirkah tipa Superbike pod okriljem AMA. Jordan je leta 2006 s tedanjo ženo Juanito podaril 5 milijonov $ Srednji šoli Hales Franciscan, Jordan Brand pa je doniral organizaciji Habitat for Humanity in louisianski veji Boys & Girls Clubs of America. 15. junija 2006 je kupil manjšinski delež v NBA klubu Charlotte Bobcats, s čimer je postal drugi največji delničar kluba, za večinskim lastnikom Robertom L. Johnsonom. Posel je vključeval tudi njegovo imenovanje na mesto direktorja košarkarskega oddelka s polnim nadzorom nad košarkarskih delom kluba. Kljub predhodnim uspehom na tem področju, je želel biti Jordan izvzet iz oglaševalskih kampanj Charlotta. Februarja 2010 so mediji poročali, da si Jordan želi večinski delež v Bobcatsih. Tekom februarja je postalo javno znano, da se za večinski delež bojujeta Jordan in George Postolos, nekdanji predsednik Houston Rocketsov. 27. februarja so Bobcatsi oznanili, da je Johnson dosegel dogovor z Jordanom in njegovo skupino MJ Basketball Holdings, za odkup kluba po odobritvi prevzema s strani lige NBA. 17. marca so vodilni v ligi soglasno odobrili Jordanov nakup, s čimer je postal prvi nekdanji košarkar lige NBA, ki je lastnik franšize.

## Slog igre
Jordan je igral na položaju branilca, predvsem ob igranju za Washington Wizardse pa na položaju krila. Znan je bil po dobrih potezah pod pritiskom. Odločil je veliko število tekem v zadnjih sekundah, dobro pa je igral tudi ob oteževalnih okoliščinah, na primer z vročino. Njegova tekmovalnost je bila vidna tudi v značilnem trash-talku in splošno znani delovni zagnanosti.
Jordan je bil raznovrsten pri igri v napadu. Bil je sposoben agresivnih prodorov pod koš, kot tudi izsiljevanja osebnih napak nasprotnika, saj je v ligi NBA metal 8.772 prostih metov, kar je deveto najvišje število v zgodovini lige. V nadaljevanju kariere je Jordan razvil svojo sposobnost preigravanja in svoj značilni met s skokom nazaj, s čimer se je izognil morebitni blokadi nasprotnega igralca. Hubie Brown je navedel, da ga je že to naredilo neustavljivega. Kljub kritikam v medijih zaradi sebične igre v začetku kariere, je imel Jordan povprečno 5,3 podaje na tekmo, pokazal pa je tudi pripravljenost pokoriti se soigralcem. V kasnejših letih njegove kariere je liga NBA skrajšala met za tri točke iz 23-ih čevljev na 22, zaradi česar je postal Jordan še nevarnejši pri trojkah. Njegov met za tri točke se je razvil iz 17,3 % (9/52) kot novinec do 42,7 % (111/260) v sezoni 1995/96. Za branilca je bil Jordan tudi dober skakalec, s povprečjem 6,2 skoka na tekmo.
Leta 1988 je bil Jordan izbran na najboljšega obrambnega košarkarja lige NBA ter postal prvi košarkar lige NBA, ki je postal tudi najkoristnejši košarkar (kasneje so uspeh ponovili še Hakeem Olajuwon, David Robinson in Kevin Garnett; Olajuwon je ob Jordanu edini, ki je osvojil obe nagradi v istem letu). Ob tem je postavil tudi rekord za sezono in kariero v blokadah za branilca, v povezavi s svojo sposobnostjo pri ukradenih žogah, pa je izstopal tudi v obrambi. Njegovih 2514 ukradenih žog je drugi najboljši dosežek v zgodovini lige, zaostaja le za Johnon Stocktonon, v ukradenih žogah na tekmo pa je tretji. Jerry West je pogosto dejal, da je bolj navdušen nad Jordanovimi obrambnimi sposobnostmi, kot napadalnimi.

## Zapuščina
Jordanov košarkarski talent je bil jasno viden že od njegove debitantske sezone v ligi NBA. V svoji prvi tekmi v dvorani Madison Square Garden proti New York Knicksom je bil deležen daljših ovacij, kar je redkost za gostujočega košarkarja. Po tem, ko je dosegel rekordnih 63 točk v končnici proti Boston Celticsom, ga je Larry Bird opisal kot: »Bog preoblečen v Michaela Jordana«.

»Michael Jordan splošno velja za najboljšega košarkarja vseh časov«.

Uvod v njegovo biografijo na straneh NBA
Jordan je bil najboljši strelec lige NBA v rekordnih desetih sezonah, z Wiltom Chamberlainom pa si deli rekord kot najboljši strelec v sedmih zaporednih sezonah. Devetkrat je bil tudi izbran v najboljšo obrambno postavo lige, rekord ki si ga deli z Garyjem Paytonom. Jordan ima tudi najboljše povprečje doseženih točk v karieri v rednem delu sezone s 30,1 in končnici s 33,4 točke na tekmo. Do leta 1998, ko je imel serijo odločilnih košev proti Utah Jazzom, je postal znan kot odličen igralec pod pritiskom. V rednem delu sezone in končnici je bil Jordan največja grožnja Bullsov v odločilnih sekundah tekem, ko si je želel žoge. Jordanovih 5987 točk v končnicah je rekord v zgodovini lige NBA, 32.292 točk v rednih delih sezon pa je tretji rezultat vseh časov, pred njim sta na večni lestvici le Kareem Abdul-Jabbar in Karl Malone.
Pet nagrad za najkoristnejšega košarkarja lige NBA v rednem delu sezone pomeni drugo mesto skupaj z Billom Russellom, rekord pa drži Kareem Abdul-Jabbar s šestimi. Skupaj s šestimi nagradami za najkoristnejšega košarkarja v finalni seriji in tremi na Tekmi vseh zvezd, je Jordan košarkar z največ nagradami v zgodovini lige NBA. Rekordnih desetkrat je končal med prvo trojico za najkoristnejšega košarkarja lige NBA v rednem delu sezone, leta 1996 pa je bil izbran med 50 najboljših košarkarjev lige NBA.

»Obstaja Michael Jordan in potem smo tu ostali.«

Magic Johnson
Mnogo Jordanovih sodobnikov ga označuje na najboljšega košarkarja vseh časov. Anketa mreže ESPN med novinarji, športniki in športnimi delovaci ga je postavila za najboljšega severnoameriškega športnika dvajsetega stoletja, pred Baba Rutha in Muhammada Alija. Na seznamu najboljših športnikov dvajsetega stoletja Associated Pressa pa je osvojil drugo mesto za Ruthom. Associated Press ga je tudi izbral za najboljšega košarkarja dvajsetega stoletja. Rekordnih 49-krat je bil na naslovnici znamenite športne revije Sports Illustrated. Leta 1996 ga je uredništvo revije Sport ob petdesetletnici revije izbralo za najboljšega športnika v prehodnih petdesetih letih.
Jordanovim atletskim sposobnostim, ki so bile najbolje vidne pri dveh zaporednih zmagah v tekmovanju v zabijanju v letih 1987 in 1988, mnogi pripisujejo velik vpliv na generacijo mladih košarkarjev. Več kasnejših zvezdnikov lige NBA je povedalo, da so imeli Jordana za idola v mladih letih, tudi LeBron James in Dwyane Wade. Komentatorji so označili večje število košarkarjev kot naslednje Michaele Jordane ob vstopu v ligo NBA, med drugimi Pennyja Hardawaya, Granta Hilla, Allena Iversona, Kobeja Bryanta, LeBrona Jamesa, Vinca Carterja in Dwyana Wada. Čeprav je bil Jordan igralec izrednih kvalitet v vseh aspektih košarkarske igre, pa je njegov sloves Air Jordana nehote zmanjševal spretnosti meta iz skoka, igranja obrambe ter drugih osnovnih košarkarskih prvih mladih igralcev, kar je Jordan sam obžaloval.

## Zasebno življenje
Jordan je četrti od petih otrok, ima dva starejša brata, Larryja Jordana in Jamesa R. Jordana mlajšega, starejšo sestro Deloris in mlajšo sestro Roslyn. Jordanov starejši brat James se je leta 2006 upokojil kot višji narednik v 35. komunikacijski brigadi 18. zračnoprevoznega korpusa v ameriški vojski.
Septembra 1989 se je poročil z Juanito Vanoy, s katero imata sinova Jeffreyja Michaela in Marcusa Jamesa ter hčer Jasmine. Leta 2002 sta prvič vložila predlog za ločitev, toda pred koncem postopka sta se pobotala, leta 2006 pa sta ponovno vložila predlog za ločitev ter se tudi ločila. Juanita naj bi po poročanju medijev v ločitveneni poravnavi prejela 168 milijonov $, kar je najvišja znana ločitvena poravnava znanih oseb.

## Nagrade in priznanja
Jordan bil dobitnik številnih nagrad in priznanj ter je med svojo kariero postavil večje število rekordov.
- 2 olimpijski zlati medalji
- 6 naslovov prvaka v ligi NBA
- 6 nagrad za najkoristnejšega košarkarja finalne serije NBA
- 5 nagrad za najkoristnejšega košarkarja rednega dela sezone NBA
- 10× najboljši strelec lige NBA
- 3× košarkar z največ ukradenimi žogami v ligi NBA
- 3× košarkar z največ odigranimi minutami v ligi NBA
- 14 nastopov na Tekmi vseh zvezd lige NBA
- 3 nagrade za najkoristnejšega košarkarja na Tekmi vseh zvezd lige NBA
- 11 izborov v idealno postavo lige NBA
- 9 izborov v najboljšo obrambno postavo lige NBA
- 2× zmagovalec tekmovanja v zabijanju lige NBA
- 1× novinec leta v ligi NBA
- 1× najboljši obrambni košarkar lige NBA
- 1× ameriški univerzitetni prvak
- Sprejet v Košarkarski hram slavnih
- Sprejet v Športni hram slavnih Severne Karoline